# Хайде (район)
Хайде (нем. Heidekreis(, до 31 июля 2011 года — Зольтау-Фаллингбостель (нем. Soltau-Fallingbostel) — район в Германии. Центр района — город Бад-Фаллингбостель. Район входит в землю Нижняя Саксония. Занимает площадь 1873,5 км². Население — 142 678 чел. Плотность населения — 76,2 человек/км².
Официальный код района — 03 3 58.
Район подразделяется на 23 общины.

## Города и общины
1. Бад-Фаллингбостель (11 753)
2. Биспинген (6 321)
3. Бомлиц (7 146)
4. Мунстер (17 203)
5. Нойенкирхен (5 711)
6. Шнефердинген (19 076)
7. Зольтау (22 044)
8. Вальсроде (24 433)
9. Витцендорф (4 088)

Управление Альден
1. Альден (1 572)
2. Айккело (786)
3. Гретем (670)
4. Хадемсторф (889)
5. Ходенхаген (3 128)

Управление Ретем/Аллер
1. Бёме (975)
2. Франкенфельд (594)
3. Хойслинген (879)
4. Ретем (2 476)

Управление Швармштедт
1. Бухгольц (2 060)
2. Эссель (1 107)
3. Гильтен (1 165)
4. Линдведель (2 446)
5. Швармштедт (5 264)